# Triatlon na Letních olympijských hrách 2012
Triatlon na Olympijských hrách v Londýně 2012.

## Přehled medailí
| Pořadí | Země           | Zlato | Stříbro | Bronz | Celkově |
| ------ | -------------- | ----- | ------- | ----- | ------- |
| 1.     | Velká Británie | 1     | 0       | 1     | 2       |
| 2.     | Švýcarsko      | 1     | 0       | 0     | 1       |
| 3.     | Španělsko      | 0     | 1       | 0     | 1       |
| 4.     | Švédsko        | 0     | 1       | 0     | 1       |
| 5.     | Austrálie      | 0     | 0       | 1     | 1       |
| Celkem | Celkem         | 2     | 2       | 2     | 6       |

## Medailisté
| Soutěž | Zlato                                    | Stříbro                        | Bronz                                    |
| ------ | ---------------------------------------- | ------------------------------ | ---------------------------------------- |
| Muži   | Alistair Brownlee · Velká Británie (GBR) | Javier Gómez · Španělsko (ESP) | Jonathan Brownlee · Velká Británie (GBR) |
| Ženy   | Nicola Spirigová · Švýcarsko (SUI)       | Lisa Nordénová · Švédsko (SWE) | Erin Denshamová · Austrálie (AUS)        |